# Alçılı, Kars
Alçılı là một xã thuộc huyện Kars, tỉnh Kars, Thổ Nhĩ Kỳ. Dân số thời điểm năm 2010 là 362 người.